# Magnhild Umaerus
Anna Magnhild Umaerus, född 18 november 1928 i Harbo församling, död där 30 oktober 2000, var en svensk botaniker. Hon ingick 1950 äktenskap med Vilhelm Umaerus.
Umaerus, som var dotter till lantbrukare Konrad Gustavson och småskollärare Anna Jonsson, blev filosofie kandidat vid Uppsala universitet 1956, filosofie licentiat 1964, filosofie doktor på avhandlingen Influence of Environmental Conditions on Potatoes with Special Reference to Plant Breeding under Swedish Conditions 1970 och docent i fysiologisk botanik samma år. Hon var research assistant vid Iowa State College i Ames, Iowa 1956–1957, växtförädlare vid Sveriges utsädesförening i Svalöv 1958–1979, blev föreståndare för potatisavdelningen där 1967 och var professor i kulturväxternas genetik och förädling, särskilt asexuell växtförädling, vid Sveriges lantbruksuniversitet 1981–1993.
Umaerus var medlem i Board of Directors and Chairperson of the Program Committee of the International Center for Potato Research (CIP) i Lima och redaktör för Potato Research. Hon skrev över 100 artiklar inom området växtförädling. Hon utgav även Byar och gårdar i Harbo socken (tillsammans med Sune Eriksson, 1985) och medverkade i Harbomål (1995).